# Laurent Bezeau
Pour les articles homonymes, voir Bezeau.
Ne doit pas être confondu avec le cycliste Laurent Bezault.

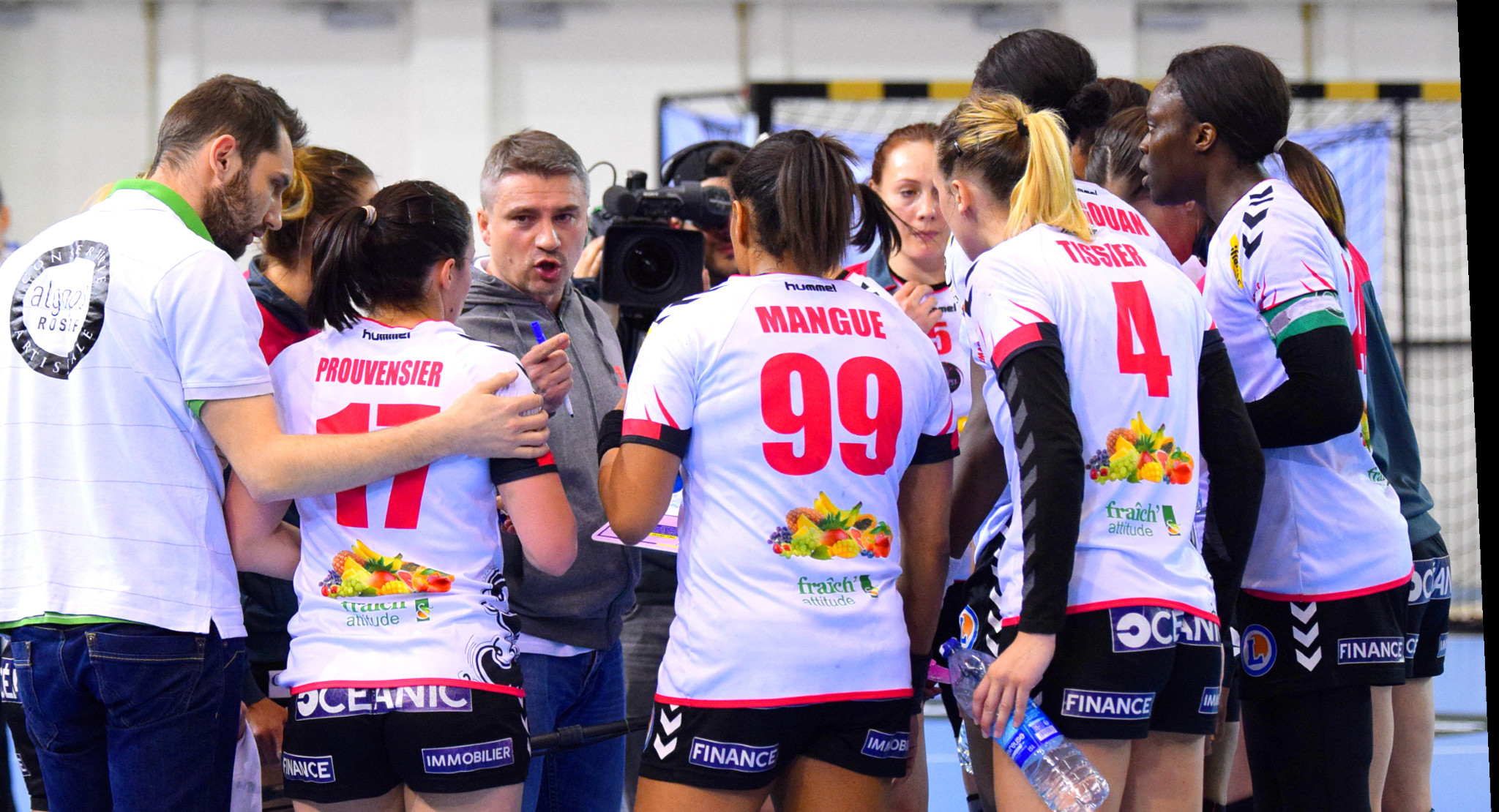
Laurent Bezeau au milieu de ses joueuses de Brest lors d'un temps-mort, le 26 avril 2017.

Laurent Bezeau, né le 22 octobre 1968, est un entraîneur français de handball. Il est notamment reconnu pour son palmarès acquis avec le Brest Bretagne Handball.

## Biographie
Laurent Bezeau commence sa carrière d'entraîneur en 1998 aux Girondins de Bordeaux.
Après avoir mené Saint-Cyr-sur-Loire de Nationale 3 en Nationale 1, Laurent Bezeau prend les rênes du Toulouse Handball, équipe de première division, en 2005.
Il rejoint le HBF Arvor 29 en 2009 avec de grandes ambitions,. Il conduit le club jusqu'à un doublé championnat-coupe de la Ligue en 2012. Le club est cependant rétrogradé administrativement pour raison financière et Laurent Bezeau accepte alors le poste de sélectionneur de l'équipe nationale tunisienne féminine.
En 2013, il revient dans le Finistère au Brest Bretagne Handball, successeur d'Arvor 29, avec pour objectif de retrouver la première division en deux saisons. En 2016, il remporte le titre de champion de France de D2 et la coupe de France, devenant le premier club de deuxième division à remporter cette compétition.
Les saisons suivantes, il contribue à la progression du club avec comme point d'orgue la saison 2020/2021 où le Brest Bretagne Handball réalise le doublé Championnat-Coupe de France et atteint la finale de la Ligue des champions,.
Pourtant il n'a pas été reconduit à Brest et il rejoint le 1er juillet 2021 Claude Onesta à l'Agence nationale du sport (ANS) en tant que « conseiller expert haute performance »,

## Palmarès

### En club
sauf précision, le palmarès est acquis avec le HBF Arvor 29/Brest Bretagne Handball
compétitions internationales
- Finaliste de la Ligue des champions en 2021

compétitions nationales
- vainqueur du Championnat de France (2) : 2012 et 2021
  - Vice-champion en 2011, 2017 et 2018
  - 1er ex aequo en 2020[11]
- vainqueur du Championnat de France de Division 2 (1) : 2016
- vainqueur de la Coupe de France (3) : 2016, 2018 et 2021
  - vainqueur de la Coupe de la Ligue (1) : 2012

### Distinctions individuelles
- élu meilleur entraîneur du Championnat de France[12] (5) : 2011, 2012, 2018, 2020 et 2021